# 음악식당
음악식당은 여수MBC FM4U(FM 98.3㎒)에서 평일 오후 4시부터 저녁 6시까지 방송되는 전남 동부 지역의 대중가요 전문 라디오 프로그램이다.

## 역대 방송시간
| 방송 채널    | 방송 기간                        | 방송 시간                  |
| ------------ | -------------------------------- | -------------------------- |
| 여수MBC FM4U | 2019년 4월 1일 ~ 2022년 1월 2일  | 매일 낮 12:00 ~ 오후 2:00  |
| 여수MBC FM4U | 2022년 1월 3일 ~ 2025년 1월 31일 | 평일 낮 12:00 ~ 오후 2:00  |
| 여수MBC FM4U | 2025년 2월 3일 ~ 현재            | 평일 오후 4:00 ~ 저녁 6:00 |

## 같이 보기
- 여수문화방송
- MBC FM4U
- 완벽한 하루 이상순입니다